# Cinnamomum rufotomentosum
Cinnamomum rufotomentosum är en lagerväxtart som beskrevs av Kai Min Lan. Cinnamomum rufotomentosum ingår i släktet Cinnamomum och familjen lagerväxter. Inga underarter finns listade i Catalogue of Life.